# Orsinome
Genre
Orsinome est un genre d'araignées aranéomorphes de la famille des Tetragnathidae.

## Distribution
Les espèces de ce genre se rencontrent en Asie du Sud, en Asie de l'Est, en Asie du Sud-Est, en Océanie et à Madagascar.

## Liste des espèces
Selon World Spider Catalog (version 21.0, 18/03/2020) :
- Orsinome armata Pocock, 1901
- Orsinome cavernicola (Thorell, 1878)
- Orsinome daiqin Zhu, Song & Zhang, 2003
- Orsinome diporusa Zhu, Song & Zhang, 2003
- Orsinome elberti Strand, 1911
- Orsinome jiarui Zhu, Song & Zhang, 2003
- Orsinome lorentzi Kulczyński, 1911
- Orsinome megaloverpa Hormiga & Kallal, 2018
- Orsinome monulfi Chrysanthus, 1971
- Orsinome phrygiana Simon, 1901
- Orsinome pilatrix (Thorell, 1878)
- Orsinome trappensis Schenkel, 1953
- Orsinome vethi (Hasselt, 1882)

## Publication originale
- Thorell, 1890 : Studi sui ragni Malesi e Papuani. IV, 1. Annali del Museo civico di storia naturale di Genova, vol. 28, p. 1-419 (texte intégral).